# Марія Терезія Іспанська
Марія Терезія Іспанська (10 вересня 1638, Сан Лоренцо де ель Ескоріал — 30 липня 1683, Версаль) — дочка короля Іспанії Філіпа IV і Ізабелли Французької, дружина французького короля-«сонця» Людовика XIV. Вступила з ним у шлюб у 1660 році за умовами Піренейського миру, що припинив франко-іспанську війну 1635-1659 років.

## Життєпис
Дочка короля Іспанії Філіпа IV та Ізабелли Французької, була заручена з французьким королем за умовами Піренейського миру 1659 року, який поклав кінець франко-іспанській війні 1635—1659 років. Вона отримала в посаг 500 тис. золотих екю, але зреклася за себе і своє потомство від спадкування іспанської корони та інших іспанських володінь.
Весілля пройшло в червні 1660 року, але вже через рік король охолонув до дружини і завів першу з довгої низки коханок. Після смерті батька Марії Терезії, коли обіцяний посаг так і не був отриманий, Людовик XIV оголосив, що її відмова від спадкування анулюється, і завоював частину Іспанських Нідерландів. Королева всі свої негаразди переживала мовчки, і коли вона померла, Король-Сонце заявив, що це було єдиною неприємністю, яку вона йому принесла.
Онук Марії Терезії та Людовика XIV став іспанським королем Філіпом V після Війни за іспанську спадщину. Правнук Марії Терезії та Людовика XIV став французьким королем Людовиком XV після смерті Людовика XIV як спадкоємець по прямій чоловічій лінії, оскільки попередні спадкоємці, його батько і дід, до того часу вже померли.
Людовик XIV і Марія Терезія були двоюрідними братом і сестрою по двох лініях: батько Людовика і мати Марії Терезії були рідними братом і сестрою; батько Марії Терезії і мати Людовика XIV також були рідними братом і сестрою.